# Усадьба Залогиной
Усадьба Залогиной — усадьба в Москве по адресу Николоямская улица, дом 49, строение 2, 3. Объект культурного наследия федерального значения.

## История
Усадьба во владении на углу Николоямской улицы и Шелапутинского переулка появилась в середине XVIII века. В 1738 году участок приобрёл Фёдор Птицын, затем присоединив к владению соседние участки. В 1754 году им был построен одноэтажный дом на высоком подклете. Здание (дом 49, строение 3 — палаты Фёдора Птицына) выполнено по типичному для жилых домов середины XVIII века проекту. На время его постройки также указывает расположение — дом стоит торцом к улице. Фасады выполнены в стиле «елизаветинского барокко». Углы здания и места примыкания внутренних стен выделены пилястрами. Окна завершаются лучковыми арками и украшены белыми барочными «ушастыми» наличниками, выделяющимися на фоне голубых стен. Яркий цвет стен и шатровая крыша, свойственные XVIII веку, были восстановлены во время реставрации 1967 года. Внутренний объём дома разделён на 4 части крестообразно поставленными стенами. Изначально в доме была лестница, ведущая в основой этаж, однако в 1837 году она была разобрана при строительстве нового корпуса.
Западный усадебный дом, трёхэтажный был построен в 1760-х годах на углу переулка, также торцом к улице. Декор с псевдоготическими деталями, выходящего в переулок фасада относится к зрелому классицизму[уточнить]. На границе XVIII—XIX веков усадьба принадлежала купцам Шелапутиным. Возможно, во втором доме располагалась принадлежавшая им фабрика. Между домами был выстроен невысокий забор с воротами, сохранившийся до настоящего времени. В 1834 году Шелапутин продал усадьбу купчихе Агафье Михайловне Залогиной. В 1874 по её заказу архитектором Д.А. Корицким была выполнена переделка Западного здания усадьбы. Выходящий на улицу торец дома был декорирован в стиле эклектики. Над тремя центральными окнами был выполнен фронтон, украшающие его цветочные гирлянды соединяют пилястры с небольшими капителями.
При Залогиных на территории усадьбы была устроена небольшая шёлковая фабрика. Семья владела усадьбой до революции.

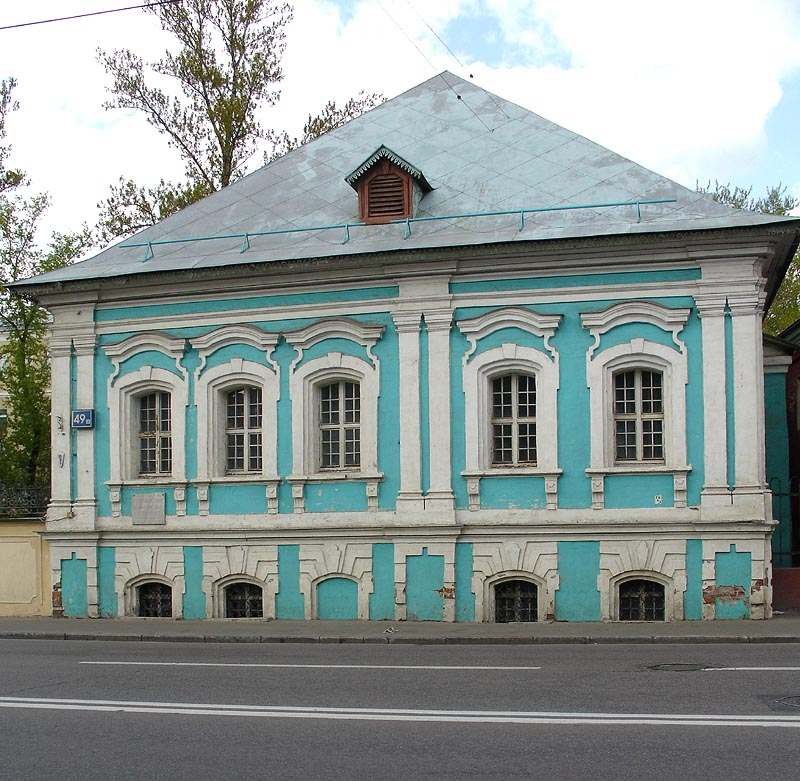
Фасад восточного корпуса (49 стр. 3)
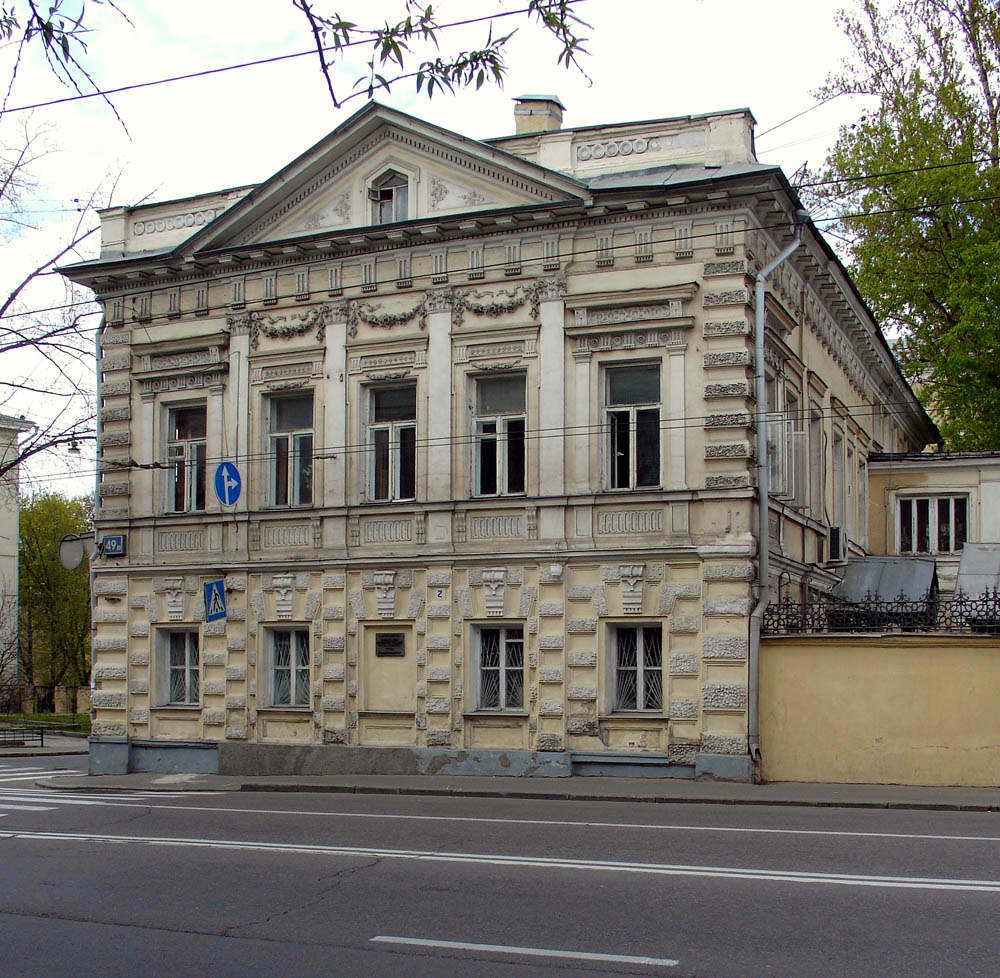
Фасад западного корпуса (49 стр. 2)